# 弗兰克·乔多洛夫
弗兰克·乔多洛夫（英語：Frank Chodorov，1887年2月15日—1966年）是一名美國思想家，属于老右派，一个自由意志主义团体。这个团体的成员在外交政策上持不干涉主义态度（反对美国卷入第二次世界大战），在内政方面则反对罗斯福新政。

## 早年生活
乔多洛夫1887年生于纽约下西城，是一对俄国移民夫妇的第十一个孩子，早年名叫菲谢尔·乔多洛斯基（Fishel Chodorowsky）。他在1907年从哥伦比亚大学毕业后，在全国各地做过各种各样的工作。他在芝加哥工作期间（1912-17），读到了亨利·乔治的《进步与贫困》。乔多洛夫写到，他“把这本书读了好几遍，而每一次我都感到自己在陷入一个事业”。根据乔多洛夫的说法：
|  | 乔治是个人主义信徒；他教导的是私有制的伦理基础；他突出了资本在一个先进文明里的重要功能，强调了在一个自由市场经济环境下，自愿性合作有着更强大的生产力，以及一个民族屈从于以政府为导向和社会一致性时会发生的道德堕落。他的哲学是自由创业、自由贸易、自由人的哲学。 |

## 亨利乔治学校
1937年，乔多洛夫成为了纽约的亨利乔治社会科学学院 （页面存档备份，存于）的负责人。他在那里（和威尔·利斯纳）创办了一份叫做自由人的校刊并担任编辑，刊登当时右派的领袖人物如艾尔伯特·杰伊·诺克（诺克在早先也创办了一份同名刊物）、约翰·杜威、萧伯纳、伯特兰·罗素、林肯·斯蒂芬斯，和索尔斯坦·维布伦等人的文章。乔多洛夫以杂志为武器表达他的反战观点：
|  | ......导致贫困的环境导致战争......没有战争是正义的；......没有战争是造福于老百姓的；......战争是富人压榨穷人的工具；......战争摧毁自由。 |

随着第二次世界大战的到来，这样的观点不再被主流所容忍：乔多洛夫在1942年被逐出了校门。“似乎我当时唯一的选择就是自杀算了，”他写道，“幸好有艾尔伯特·诺克在我这一边。”

## 《时政分析》
乔多洛夫在各类杂志上发表文章，包括门肯的《美国信使》、《周六晚间邮报》，以及《斯克里布纳》。他在1944年发起了一份四页的大幅月刊《时政分析》，被誉为“美国唯一的一份个人主义出版物。”穆瑞·罗斯巴德称之为“美国出版过的最好的‘小杂志’之一，也肯定是最被忽视的一份。” 乔多洛夫受到诺克著作的影响，还受到弗兰茨·奥本海默的《论国家》影响：“个人和国家总是拔河的关系，”乔多洛夫写道，“一方得势，另一方必然失势。”

## 《自由人》杂志
1954年，乔多洛夫又一次成为了《自由人》杂志的编辑。其实这份杂志经历了一次重生，这次是由经济教育基金会赞助的。在个人主义者是否应该支持用政府干预来抵制共产主义入侵的问题上，他与威廉·巴克利和威利·施拉姆进行了交锋。乔多洛夫继续拥护不干涉主义，但是随着冷战的延续，他失去了影响力：美国的保守主义运动成为了干涉主义外交政策的堡垒，保守主义者用干预来对抗苏联在全世界的扩张。

## 个人主义者院际联合会
1953年，乔多洛夫建立了个人主义者院际联合会，小威廉·巴克利担任主席。这个组织成为了第一个全国范围内的保守主义学生组织，到上世纪末拥有五万成员。联合会在后期作为一个保守主义出版物的交流中心和美国保守主义思想运动的中心而相当有名，它演变成了后来的校际研究协会。
乔多洛夫对许多后来将领导自由意志主义和美国保守主义运动的人物产生了很大影响，包括了巴克利、斯坦顿·埃文斯、穆瑞·罗斯巴德、埃德蒙·奥皮茨（Edmund A. Opitz）、詹姆斯·马丁等人。罗斯巴德写道：
|  | 在我们第一次面对面交流前几个月，我第一次听到弗兰克·乔多洛夫这个名字，我绝无法忘怀当时的激动之情—一种思想解放的激动—贯穿于我的全身。当时我还是一个年轻的读经济学的研究生，我始终坚信自由市场，那些年来正变得越来越倾向于自由意志主义，但是和我后来偶然在大学书店里看到的一本小册子的标题比起来，我当时的看法实在太幼稚，那个标题是：'征税就是抢劫，作者弗兰克·乔多洛夫。这就是税收的本质，也许很简单，但是我们有多少人，单单说有多少税收经济学教授，会说出这个令人震惊和毁灭性的真相呢？ |

身为一个世俗犹太人，乔多洛夫在晚年信仰了犹太教。

## 著作
- 《一个社会的经济，政府和国家》（The Economics of Society, Government and State）（1946）
- 《个即是众：一位个人主义的反思》（One is a Crowd: Reflections of an Individualist）（1952） （E-book （页面存档备份，存于）.）
- 《所得税：万恶之源》（The Income Tax: Root of All Evil）（1952） （E-book （页面存档备份，存于）.）
- 《社会的崛起和崩溃：社会体制下涌动的经济力量》（The Rise & Fall of Society: An Essay on the Economic Forces That Underline Social Institutions） （1959）（E-Book （页面存档备份，存于）.）
- 《飞向俄罗斯》（Flight to Russia）（1959）
- 《一位个人主义者的不和谐自传》（Out of Step: The Autobiography of an Individualist）（1962）（E-book （页面存档备份，存于）.）
- 《流亡者随笔》（Fugitive Essays）（1980）（在线阅读 （页面存档备份，存于）.）